# Rosi Mittermaier
Rosa Katharina „Rosi“ Mittermaier-Neureuther (München,  1950. augusztus 5. – Garmisch-Partenkirchen, 2023. január 4.) olimpiai bajnok német alpesi síző.

## Pályafutása
Mittermaier Reit im Winklben járt iskolába. Ezután a szüleinél végzett szállodavezetői kiképzést, de soha nem dolgozott a szakmában.
Kilenc év alpesi síző világkupa után két aranyérmet nyert lesiklásban és szlalomban, valamint egy ezüstérmet óriás-műlesiklásban az 1976-os innsbrucki téli olimpián. Ugyanezen a télen megnyerte a világbajnokság összesítését, majd befejezte aktív pályafutását.

## Életrajzokat
- Kurt Lavall: Gold-Rosi, Skikönigin von Innsbruck. Arena, Würzburg 1976, ISBN 3-401-01288-6
- Jupp Suttner: Rosi Mittermaier. Sonderausgabe. Copress-Verlag, München 1976, ISBN 3-7679-0103-X

## Fordítás
- Ez a szócikk részben vagy egészben  a   Rosi Mittermaier című német Wikipédia-szócikk fordításán alapul.  Az eredeti cikk szerkesztőit annak laptörténete sorolja fel. Ez a jelzés csupán a megfogalmazás eredetét és a szerzői jogokat jelzi, nem szolgál a cikkben szereplő információk forrásmegjelöléseként.